# Hrabstwo Tuolumne
Hrabstwo Tuolumne (ang. Tuolumne County) – hrabstwo w stanie Kalifornia w Stanach Zjednoczonych. Obszar całkowity hrabstwa obejmuje powierzchnię 2274,34 mil² (5890,51 km²). Według szacunków United States Census Bureau w roku 2009 miało 55 175 mieszkańców.
Hrabstwo powstało w 1850 roku. 
Na jego terenie znajduje się
- miejscowość - Sonora
- CDP - Cedar Ridge, Chinese Camp, Cold Springs, Columbia, East Sonora, Groveland, Jamestown, Long Barn, Mi-Wuk Village, Mono Vista, Phoenix Lake, Pine Mountain Lake, Sierra Village, Soulsbyville, Strawberry, Tuolumne City, Tuttletown, Twain Harte.